# Ramiriquí
Ramiriquí è un comune della Colombia facente parte del dipartimento di Boyacá.
Il centro abitato venne fondato da Pedro Durán nel 1541.